# بيتي توماس
بيتي توماس (بالإنجليزية: Betty Thomas)‏ (و. 1948  م) هي مخرجة أفلام، ومنتجة أفلام، وممثلة تلفزيونية، وممثلة أفلام أمريكية، ولدت في سانت لويس، ميزوري، بدأت مشوارها المهني سنة 1975.

## التعليم
تعلمت في جامعة أوهايو
.

## وصلات خارجية
- بيتي توماس على موقع IMDb (الإنجليزية)
- بيتي توماس على موقع ألو سيني (الفرنسية)
- بيتي توماس على موقع أول موفي (الإنجليزية)
- بيتي توماس على موقع بوكس أوفيس موجو (الإنجليزية)
- بيتي توماس على موقع قاعدة بيانات الأفلام السويدية (السويدية)
- بيتي توماس على موقع إن إن دي بي (الإنجليزية)
- بيتي توماس على موقع قاعدة بيانات الفيلم (الإنجليزية)
- بيتي توماس على موقع كينوبويسك (الروسية)